# 塔黄
塔黄（学名：Rheum nobile）为蓼科大黄属下的一种草本植物，原產於喜馬拉雅山脈從阿富汗東北到不丹、西藏的海拔4000–4800米的地區。其花序巨大，高1—2（3英尺3英寸—6英尺7英寸），是其分佈範圍內最顯眼的一種植物，比許多灌木都要高。染色體數目2n=22。它與蕈蚊幼蟲存在共生關係，作為一種藏藥遭到人類大規模採集，因而數量受到影響。
和竹子一样，塔黄是单次结实的多年生草本植物，即经过5～7年的营养生长后才开花结果，之后便死去，一生只开一次花。

## 扩展阅读
- 維基物種上的相關：塔黄